# Selaginella yunckeri
Selaginella yunckeri är en mosslummerväxtart som beskrevs av Arthur Hugh Garfit Alston. Selaginella yunckeri ingår i släktet mosslumrar, och familjen mosslummerväxter. Inga underarter finns listade i Catalogue of Life.